# Octobre 1981

## Événements
- 2 octobre :
  - plan de modernisation des armements stratégiques américains. Les États-Unis adoptent une posture offensive face à l’Union soviétique : rétablissement de la supériorité navale, forces de déploiement rapide. Reagan fait passer les dépenses militaires de 281 à 409 milliards de dollars (constant de 1992) entre 1980 et 1987 ; leur part dans le budget américain croit de 4,8 % à 6,5 % entre 1979 et 1986 (le pourcentage atteint est inférieur à celui des années 1951-1972) ;
  - élection présidentielle en Iran, Ali Khamenei est élu.

- 6 octobre : assassinat du président Anouar el-Sadate par les Frères musulmans lors du défilé commémoratif de la guerre d’octobre, devant les caméras de télévision. Un mouvement de révolte, lancé en Haute Égypte, échoue. Hosni Moubarak le remplace comme président de l’Égypte. Un plébiscite confirmera ce choix. Moubarak se présente comme le continuateur de Sadate, mais décide de libérer les opposants et restaure le pluralisme, bien que les organisations islamistes n’aient pas le droit de se présenter aux élections.

- 9 octobre  : La peine de mort est abolie en France par le Ministre de la Justice Robert Badinter

- 10 octobre : 
  - crise des euromissiles. Une manifestation de pacifistes rassemble 300 000 personnes à Bonn, autres manifestations en Europe.
  - Rallye automobile : arrivée du Rallye Sanremo.

- 16 octobre : Ronald Reagan évoque la possibilité d’une « guerre limitée » en Europe.

- 17 octobre (Formule 1) : Grand Prix automobile de Las Vegas.

- 18 octobre : Wojciech Jaruzelski succède à Stanisław Kania à la tête du PC polonais (POUP). Il fait face à une situation économique difficile marquée par des grèves, des coupures d’électricité et des pénuries alimentaires.

- 21 octobre : 
  - Andréas Papandréou, Premier ministre en Grèce après la victoire des socialistes du PASOK aux élections législatives (fin en 1989).
  - Rallye automobile : arrivée du Rallye de Côte d'Ivoire.
  - Assassinat du juge d’instruction Pierre Michel à Marseille

- 22 au 23 octobre : Conférence Nord-Sud de Cancún pour la Coopération internationale et le Développement, rassemblant 22 pays.

## Naissances
- 1er octobre : Roxane Mesquida, actrice française.
- 2 octobre : Jérémy Banti, matador français.
- 3 octobre : Zlatan Ibrahimović, footballeur suédois.
- 7 octobre : Shane Olivea, joueur de football américain († 3 mars 2022).
- 9 octobre : Gaël Givet, footballeur français.
- 10 octobre : Mustapha Boussaid, footballeur algérien.
- 13 octobre : Kele Okereke, chanteur et guitarise anglais du groupe Bloc Party.
- 15 octobre : 
  - Léa Fehner, réalisatrice et scénariste française.
  - Elena Dementieva, joueuse de tennis russe.
  - Ñengo Flow, chanteur portoricain.
- 16 octobre : Nourdin El Ouali, homme politique néerlandais.
- 19 octobre : Heikki Kovalainen, pilote de Formule 1.
- 27 octobre : Seth Gueko, rappeur français.
- 30 octobre : Ivanka Trump, femme d'affaires et ancien mannequin américain.
- 31 octobre : Frank Iero, guitariste du groupe My Chemical Romance.

## Décès
- 3 octobre : Tadeusz Kotarbiński, philosophe polonais (° 31 mars 1886).
- 6 octobre : Anouar el-Sadate, président de l’Égypte (° 1918).
- 29 octobre : Georges Brassens, auteur-compositeur-interprète français (° 1921).